# Пенсії в США
Пенсії в Сполучених Штатах складаються з системи соціального страхування, систем пенсійного забезпечення державних службовців, а також різноманітних приватних пенсійних планів, які пропонують роботодавці, страхові компанії та профспілки.

## Історія
Хоча до проголошення незалежності Сполучених Штатів існували різні версії того, що можна було б вважати пенсіями, більшість з них були призначені виключно для ветеранів війни або створені як благодійні ініціативи церковних громад. Ця тенденція зберігалася протягом ранньої американської історії, причому більша частина першої пенсії ветеранам під новоутвореними Сполученими Штатами була запропонована відставним військово-морським офіцерам у 1799 році.
Пізніше Конгрес Сполучених Штатів створив Бюро пенсій для нагляду за збільшенням кількості пенсій ветеранам у 1832 році після надання пенсій усім американським ветеранам війни за Незалежність. Згодом у 1849 році відповідальність за ці пенсії було передано Міністерству внутрішніх справ, оскільки ветерани мексикансько-американської війни, що повернулися, ще більше навантажили систему.
На початку Громадянської війни конгрес запровадив пенсійну систему як для добровольців, так і для призовників, які воюють в армії Союзу. Виплати, отримані за цим планом, базувалися на ступені травми та підлягали розгляду урядовими радами. До 1890 року загальні пенсії за віком були включені для ветеранів Союзу.
Окрім пенсій ветеранам, створення першого державного пенсійного плану для поліції Нью-Йорка вважається першою ітерацією сучасної пенсії в США. Поліцейський фонд страхування життя та здоров'я, створений у 1857 році, надавав виплати офіцерам, які були поранені або іншим чином втратили працездатність під час виконання службових обов'язків, і пропонував одноразову компенсацію сім'ям офіцерів, які загинули в бою. Спочатку фонд фінансувався не з державного чи муніципального бюджетів, а за рахунок продажу незатребуваного вкраденого майна, винагород, добровільних внесків і штрафів, зібраних за порушення недільних законів, що виявилося достатнім для відносно низької кількості учасників і вимог початкового плану.
Пізніше схема компенсації поширилася й на пожежників, перетворившись на довічний пенсійний план приблизно через 20 років після її створення, з додатковим фінансуванням із більш значних джерел.
У приватному секторі пенсійні плани з визначеною виплатою American Express і Baltimore and Ohio Railroad вважаються першими випадками, коли великі роботодавці запровадили повноцінний пенсійний план. Ці плани було створено у 1875 та 1880 роках відповідно.
Сполучені Штати спостерігали значне зростання пенсійних планів, як державних, так і приватних, протягом прогресивної ери, оскільки робітники прагнули отримати більше прав від вищих і часто більш індустріалізованих роботодавців. Пенсійні плани приватних роботодавців також суттєво зросли після прийняття Закону про доходи 1913 року, який неявно надав статус звільнення від оподаткування пенсійних планів, що зробило їх більш економічно бажаними.
Подальші закони про доходи в 1921 і 1926 роках додали переваги до внесків, зроблених у пенсійні плани працівників (як із визначеними внесками, так і з виплатами), що стимулювало подальше зростання.
Створення системи соціального забезпечення та численні ініціативи Нового курсу, спрямовані на забезпечення безпеки для літніх американців, спричинили різке зростання розміру федеральних пенсійних інвестицій країни.
- Див.: Адміністрація соціального захисту

Від Нового курсу до 1960-х років було створено численні федеральні акти та нормативні акти з метою заохочення та захисту зростаючої кількості пенсіонерів у США. Зокрема, до виплат соціального страхування було додано можливості дострокового виходу на пенсію, а також було створено правила IRS, які чітко визначали податкову політику та пільги для пенсіонерів. До кінця 1960-х років майже половина всіх працюючих у Сполучених Штатах мала певну форму пенсії.
Однак наступною визначальною подією в історії пенсійного забезпечення стало прийняття Закону про пенсійне забезпечення працівників, нібито прийнятого у відповідь на крах Studebaker і втрату пенсійних виплат, обіцяних тисячам працівників. Серед іншого, цей акт встановив довірені обов'язки над пенсійними планами, вимоги до фінансування та створив Корпорацію гарантування пенсійних виплат, як механізм підтримки планів із визначеними виплатами.
- Закон про забезпечення пенсійного доходу працівників
- Корпорація гарантування пенсійних виплат

Подальші зміни в податковому законодавстві, віці учасників, правовому статусі та обмеженнях внесків будуть встановлені в адміністраціях Рейгана, Клінтона та Буша. Зокрема, Закон про пенсійні фонди 1984 року та Закон про податкову реформу 1986 року внесли значні зміни в наслідки декретної відпустки для графіків нарахування пенсійних заощаджень, конкретних розмірів компенсації та спробували об'єднати правила для індивідуальних пенсійних рахунків. Обидва акти базуються на змінах, внесених до Закону про податкову справедливість і фіскальну відповідальність 1982 року.
Незважаючи на законодавчу реформу, яка обговорюватиметься в наступні десятиліття, участь у пенсійному забезпеченні, особливо в приватному секторі, продовжує зменшуватися. З піку майже 50 % до Закону про забезпечення пенсійного доходу працівників (ERISA) тепер менше 10 % працівників приватного сектору отримують пенсійний план із визначеною виплатою.

## Типи
У Сполучених Штатах план із визначеною виплатою загальновизнаний як «пенсія». Структура цих планів гарантує виплату пенсіонеру після дати виходу на пенсію. Це відрізняється від плану з визначеними внесками, який створює доручення на основі суми, інвестованої працівником протягом років його роботи. Плани IRA, 401k, 403b і 457 є яскравими прикладами останніх  і зазвичай не вважаються пенсіями в поширеній мові.

### Кваліфіковані та некваліфіковані плани
За законодавством США пенсії можуть бути кваліфікованими або некваліфікованими. Для планів із визначеною виплатою переваги кваліфікованого плану полягають у захисті відповідно до Закону про пенсійне забезпечення працівників і пропонують податкові пільги для внесків, зроблених роботодавцями для фінансування планів. 
Некваліфіковані плани, як правило, пропонуються працівникам у вищих ешелонах компаній, оскільки вони не підпадають під обмеження доходу, пов’язані з пенсіями.  Типові ітерації цих планів включають структуру бонусів керівників і контракти страхування життя. Плани також зазвичай передбачають відстрочену компенсацію, а не визначену виплату. 

### Публічні, приватні та профспілкові відмінності
Існують також розмежування між державними пенсіями, пенсіями приватних компаній і пенсіями кількох роботодавців, які регулюються положеннями Закону Тафта-Хартлі.

### Плани кількох роботодавців
Пенсії кількох роботодавців вимагають укладення колективного договору між кількома роботодавцями та профспілкою. Перевагою такої структури є мобільність робочої сили між цими роботодавцями без зміни пенсійного забезпечення та медичних виплат. Основним прикладом переваги цих планів є профспілки водіїв національних команд, чия працездатність потребує пересування по багатьох географічних регіонах, зберігаючи переваги в кожному регіоні.
Протягом останніх десятиліть плани кількох роботодавців викликали значну критику через корупцію, пов’язану з участю банди та загальне привласнення пенсійних коштів.
У відповідь на зростаюче занепокоєння щодо коефіцієнтів фінансування Конгрес США прийняв Закон про захист пенсій кількох роботодавців 1980 року, щоб збільшити вимоги до фінансування та приборкати побоювання банкрутства. Однак, у 2014 році Конгрес був змушений ввести додаткові правила та обмеження щодо конкретної смуги плану у 2014 році за допомогою Закону про пенсійну реформу для кількох роботодавців 2014 року (MPRA). Враховуючи мільярди доларів незабезпечених пенсійних зобов’язань, у законопроєкті пропонується скоротити пенсійні виплати планам, які можуть стати неплатоспроможними. Закон також передбачав штрафні внески за плани, які вимагали втручання PBGC.

## Податкове право
До пенсійних планів застосовуються різні федеральні податкові положення Кодексу внутрішніх доходів. Подібні правила застосовуються до планів участі в прибутках і бонусних планів, які зазвичай використовуються для пенсійних заощаджень. Значні частини цих положень податкового законодавства відповідають частинам ERISA (див. обговорення в попередньому розділі цієї статті).

## Закон про банкрутство
У квітні 2012 року Пенсійний фонд Північних Маріанських островів подав заяву про захист від банкрутства відповідно до розділу 11. Пенсійний фонд — це пенсійний план із визначеною виплатою, який лише частково фінансувався урядом, і мав лише 268,4 мільйона доларів активів і 911 мільйонів доларів зобов’язань. План мав низьку віддачу від інвестицій, а структуру виплат було збільшено без збільшення фінансування.
Згідно з «Пенсіями та інвестиціями», це «мабуть, перший» державний пенсійний план США, який оголосив про банкрутство.

## Дивіться також
- Пенсія
- Пенсійне забезпечення у Великій Британії
- Пенсійні плани в Сполучених Штатах